# Байяньхуа (станція)
Байяньхуа (кит. 白彦花站, пін. Báiyànhuā Zhàn) — залізнична станція в КНР, розміщена на Баотоу-Ланьчжоуській залізниці між станціями Хаєхутун і Гунмяоцзи.
Розташована в однойменному селищі хошуну Урад – Передній стяг міського округу Баяннур (автономний район Внутрішня Монголія).